# Joost Barbiers

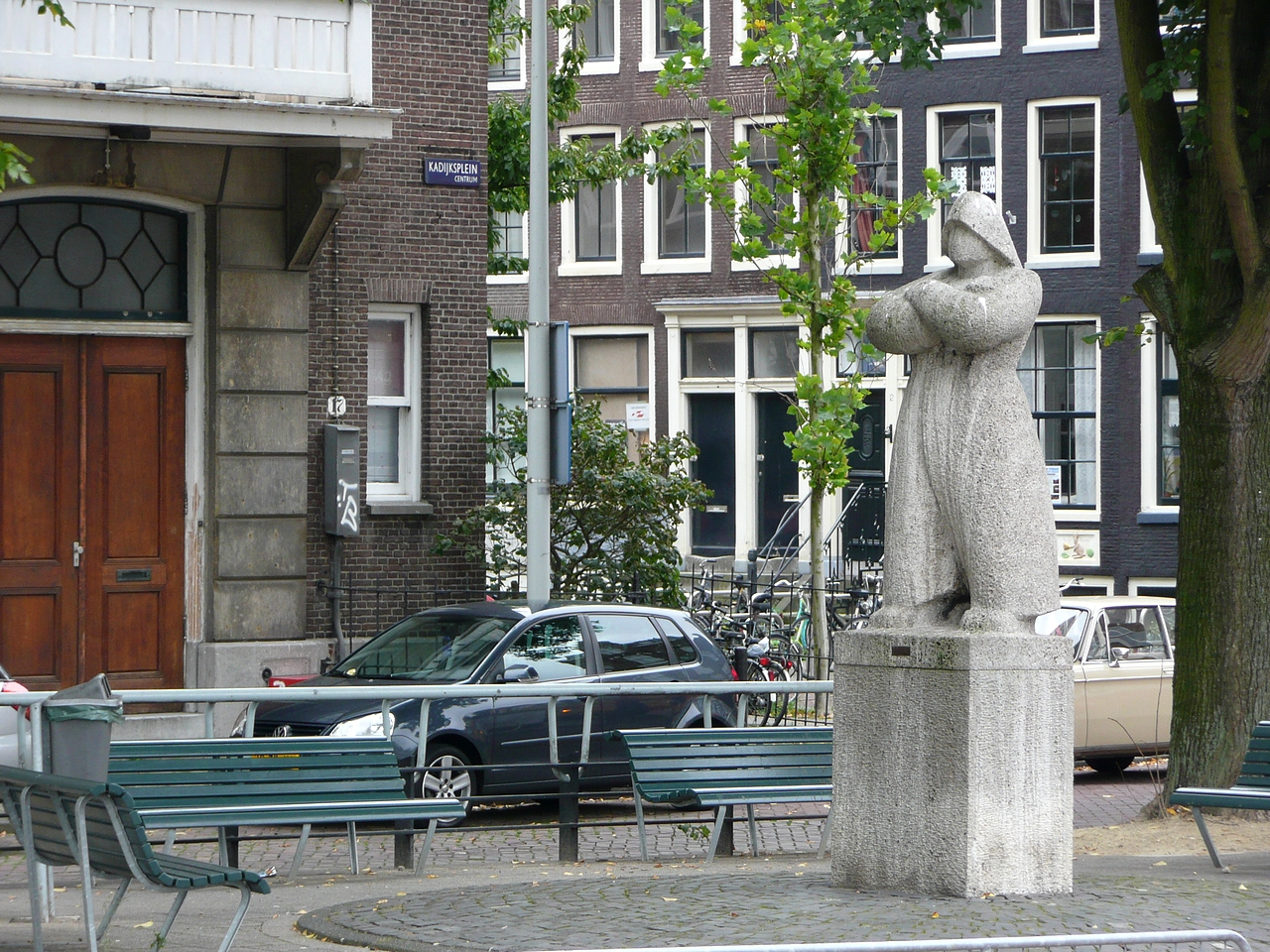
Zeeman (1980), Amsterdam

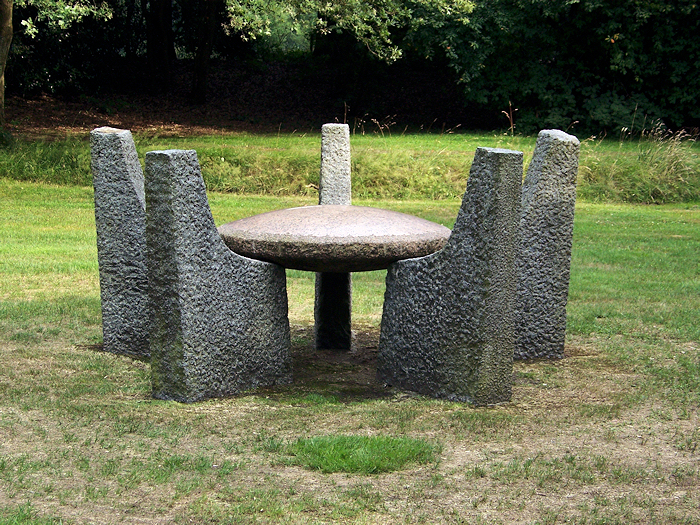
Zonnetafel in Valthe

Joost Barbiers (Velsen, 23 februari 1949 – Amsterdam, 14 november 2015) was een Nederlands beeldhouwer.

## Leven en werk
Barbiers studeerde van 1969 tot 1974 beeldhouwkunst bij onder anderen Cor Hund, Norbert Olthuis en Theresia van der Pant aan de Rijksakademie van beeldende kunsten in Amsterdam. Aanvankelijk werkte Barbiers als steenbeeldhouwer met marmer en kalksteen, later gebruikt hij meer en meer het hardere graniet. Vanaf de tachtiger jaren heeft hij deelgenomen aan symposia voor beeldhouwers in Kroatië (Brač), Italië (Carrara), Portugal (Pêro-Pinheiro), Zimbabwe, Ierland en Frankrijk (Bretagne).
De kunstenaar woonde in Amsterdam en had een atelier in Ouderkerk aan de Amstel.

## Werken (selectie)
- Zeeman (1979/80), Kadijksplein in Amsterdam
- Ontmoeting (1980), Brač (Kroatië)
- Isolement (1982), AMC in Amsterdam
- Kariatidenzuil (1984, Woonzorgcentrum "De Venser" in Amsterdam
- 4 sluitstenen[4](1987/88), Burg. Vening Meineszlaan in Amsterdam
- Zonnetafel I (1993), Amersfoort
- Energiebron (1994), Gymnasium Gartz (Oder) (Duitsland)
- Zonneboot (1995), Zegge (Rucphen)
- Zonnetafel (1997) in Valthe
- Doos van Pandora (1997)
- Oerbron (1998), Heilig Land Stichting
- Zonneboog (1999), Park in Badhoevedorp
- Huis voor de zon (2001), Park Dubrova in Labin (Kroatië)
- Le Pont Perdu (2003) in Wezuperbrug
- Levende Steen (2004) in Sint-Oedenrode